# 何仁学
何仁学（1963年12月—），中國人民解放軍少將，湖北郧县人，汉族，中国共产党党员。中华人民共和国政治人物、第十三届全国人民代表大会解放军和武警部队代表。

## 生平
曾任军事科学院科研指导部综合计划部部长，军事科学院科研指导部副部长，中央军委改革和编制办公室副主任。2020年4月，任广西军区司令员。2020年6月，任广西壮族自治区党委常委。
2018年，何仁学被选为解放军和武警部队出席第十三届全国人民代表大会代表。